# Madeleine Berthod
Madeleine Chamot–Berthod (ur. 1 lutego 1931 w Morrens) – szwajcarska narciarka alpejska, mistrzyni olimpijska oraz czterokrotna medalistka mistrzostw świata.

## Kariera
Pierwszy sukces w karierze Madeleine Berthod osiągnęła w 1952 roku, kiedy została mistrzynią Szwajcarii w slalomie gigancie. W tym samym roku wystartowała na igrzyskach olimpijskich w Oslo, gdzie zajęła szóste miejsce w zjeździe i slalomie, a w gigancie została zdyskwalifikowana. Z rozgrywanych dwa lata później mistrzostw świata w Åre wróciła z dwoma medalami. Najpierw zajęła drugie miejsce w gigancie, rozdzielając na podium Francuzkę Lucienne Schmith oraz Jannette Burr z USA. Następnie drugie miejsce zajęła również w kombinacji, plasując się za swą rodaczką Idą Schöpfer, a przed Lucienne Schmith. Największy sukces osiągnęła jednak w 1956 roku, kiedy podczas igrzysk olimpijskich w Cortinie d’Ampezzo zwyciężyła w biegu zjazdowym. W zawodach tych o 4,7 sekundy wyprzedziła inną Szwajcarkę, Friedę Dänzer, a o ponad pięć sekund Lucile Wheeler z Kanady. Na tej samej imprezie była też czwarta w gigancie, przegrywając walkę o medal o 0,1 sekundy z Austriaczką Dorotheą Hochleitner. Igrzyska w Cortinie d’Ampezzo były równocześnie mistrzostwami świata, jednak kombinację rozgrywano tylko w ramach drugiej z tych imprez. W konkurencji tej Berthod także była najlepsza, wyprzedzając Friedę Dänzer oraz Włoszkę Giulianę Minuzzo. Brała także udział w rozgrywanych cztery lata później igrzyskach w Squaw Valley, jednak nie zdobyła żadnego medalu. Najlepszy wynik uzyskała tam w gigancie, który ukończyła na dziewiątej pozycji. W 1960 roku zakończyła karierę.
W 1956 roku została wybrana sportowcem roku w Szwajcarii. W tym samym roku wygrała slalom i kombinację w ramach zawodów Arlberg-Kandahar we włoskim Sestriere. W 1955 roku wygrała także zjazd na zawodach Hahnenkammrennen w Kitzbühel, a w latach 1952–1960 ośmiokrotnie zwyciężała w ramach zawodów SDS-Rennen w Grindelwald (trzykrotnie w zjeździe i kombinacji oraz po jednym razie w slalomie i gigancie). Ponadto wielokrotnie zdobywała medale Szwajcarii, w tym łącznie sześć złotych: w zjeździe w 1955 roku, slalomie w 1953 roku oraz gigancie w latach 1952, 1956, 1959 oraz 1960.

## Osiągnięcia

### Igrzyska olimpijskie
| Miejsce | Dzień       | Rok  | Miejscowość       | Konkurencja | Czas biegu | Strata | Zwyciężczyni         |
| ------- | ----------- | ---- | ----------------- | ----------- | ---------- | ------ | -------------------- |
| DSQ     | 14 lutego   | 1952 | Oslo              | Gigant      | 2:06,8     | -      | Andrea Mead-Lawrence |
| 6.      | 17 lutego   | 1952 | Oslo              | Zjazd       | 1:47,1     | +3,8   | Trude Jochum-Beiser  |
| 6.      | 20 lutego   | 1952 | Oslo              | Slalom      | 2:10,6     | +4,3   | Andrea Mead-Lawrence |
| 4.      | 27 stycznia | 1956 | Cortina d’Ampezzo | Gigant      | 1:56,5     | +1,8   | Rosa Reichert        |
| 17.     | 30 stycznia | 1956 | Cortina d’Ampezzo | Slalom      | 1:52,3     | +16,0  | Renée Colliard       |
| 1.      | 1 lutego    | 1956 | Cortina d’Ampezzo | Zjazd       | 1:40,7     | -      | -                    |
| 9.      | 23 lutego   | 1960 | Squaw Valley      | Gigant      | 1:39,9     | +2,0   | Yvonne Rüegg         |
| 28.     | 26 lutego   | 1960 | Squaw Valley      | Slalom      | 1:49,6     | +25,8  | Anne Heggtveit       |

### Mistrzostwa świata
| Miejsce | Dzień       | Rok  | Miejscowość       | Konkurencja | Czas biegu | Strata    | Zwyciężczyni         |
| ------- | ----------- | ---- | ----------------- | ----------- | ---------- | --------- | -------------------- |
| DSQ     | 14 lutego   | 1952 | Oslo              | Gigant      | 2:06,8     | -         | Andrea Mead-Lawrence |
| 6.      | 17 lutego   | 1952 | Oslo              | Zjazd       | 1:47,1     | +3,8      | Trude Jochum-Beiser  |
| 6.      | 20 lutego   | 1952 | Oslo              | Slalom      | 2:10,6     | +4,3      | Andrea Mead-Lawrence |
| 5.      | 2 marca     | 1954 | Åre               | Zjazd       | 1:29,2     | +2,2      | Ida Schöpfer         |
| 2.      | 4 marca     | 1954 | Åre               | Gigant      | 1:38,9     | +0,8      | Lucienne Schmith     |
| 16.     | 6 marca     | 1954 | Åre               | Slalom      | 2:01,93    | +10,31    | Trude Klecker        |
| 2.      | 6 marca     | 1954 | Åre               | Kombinacja  | 4,75 pkt   | +3,45 pkt | Ida Schöpfer         |
| 4.      | 27 stycznia | 1956 | Cortina d’Ampezzo | Gigant      | 1:56,5     | +1,8      | Rosa Reichert        |
| 17.     | 30 stycznia | 1956 | Cortina d’Ampezzo | Slalom      | 1:52,3     | +16,0     | Renée Colliard       |
| 1.      | 1 lutego    | 1956 | Cortina d’Ampezzo | Zjazd       | 1:40,7     | -         | -                    |
| 1.      | 1 lutego    | 1956 | Cortina d’Ampezzo | Kombinacja  | 9,85 pkt   | -         | -                    |
| 9.      | 23 lutego   | 1960 | Squaw Valley      | Gigant      | 1:39,9     | +2,0      | Yvonne Rüegg         |
| 28.     | 26 lutego   | 1960 | Squaw Valley      | Slalom      | 1:49,6     | +25,8     | Anne Heggtveit       |